# Первое Ногтево
Первое Ногтево — пресноводное озеро на территории Амбарнского сельского поселения Лоухского района Республики Карелии.

## Общие сведения
Площадь озера — 4 км², площадь водосборного бассейна — 44,7 км². Располагается на высоте 74,9 метров над уровнем моря.
Форма озера лопастная, продолговатая: оно более чем на пять километров вытянуто с северо-запада на юго-восток. Берега изрезанные, каменисто-песчаные, местами заболоченные.
С южной стороны озера вытекает безымянный водоток, который, протекая через Второе Ногтево озеро, впадает в Печную губу Энгозера, воды из которого через реки Калгу и Воньгу попадают в Белое море.
В озере около десятка безымянных островов различной площади, однако их количество может варьироваться в зависимости от уровня воды.
К западу от озера проходит трасса Р21 («Кола»).
Населённые пункты вблизи водоёма отсутствуют.
Код объекта в государственном водном реестре — 02020000711102000003047.